# 石沢村
石沢村（いしざわむら）は、秋田県由利郡にあった村。現在の由利本荘市中部、国道107号沿線、石沢川流域にあたる。

## 地理
- 山：鬼倉山、檜葉山
- 河川：子吉川、石沢川

## 歴史

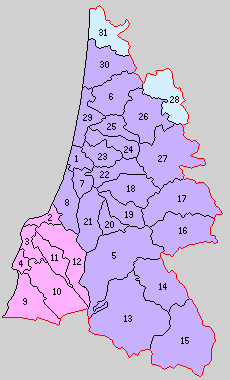
18.石沢村 （紫：現・由利本荘市）

- 1889年（明治22年）4月1日 - 町村制の施行により、館村、烏川村、雪車町村、鮎瀬村、宮沢村、滝ノ沢村、山内村、大簗村、鳥田目村、柳生村、湯沢村、上野村の区域をもって発足。
- 1954年（昭和29年）3月31日 - 本荘町に編入。同日石沢村廃止。本荘町は即日市制施行して本荘市となる。

## 交通

### 道路
- 本荘街道（現・国道107号）